# Foyer international d'études françaises
Le FIEF (Foyer International d'Études Françaises) est une association à vocation culturelle et artistique qui organise des stages et des séjours entre la France et l'Allemagne. Le FIEF est basé à La Bégude de Mazenc, en Drôme provençale,.

## Histoire
Le Foyer International d’Études Françaises est une association loi 1901 créée par Ernest Jouhy en 1961.

### Ernest Jouhy, fondateur du FIEF

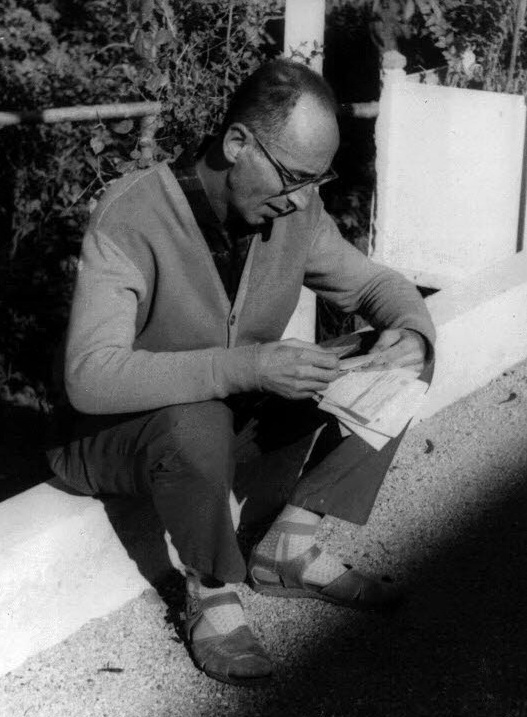
Photographie d'Ernest Jouhy contenue dans le livre d'or 1961 du FIEF.

Ernest Jouhy est né en 1913 et mort en 1988. Ce juif allemand communiste doit, dès 1933, fuir le régime autoritaire de l'Allemagne nazie, six ans avant le déclenchement de la 2de guerre mondiale.
Arrivé en France, il s'engage dans la Résistance et dans différents mouvements s'opposant à l'ennemi allemand. Souhaitant poursuivre son engagement politique et pédagogique après la guerre, il crée, au milieu du village médiéval de Châteauneuf de Mazenc, le FIEF : une maison de rencontre pour des séminaires franco-allemands.
Ernest Jouhy est professeur d’allemand et responsable actif des échanges franco-allemands dans la région.

### Objectifs du FIEF
L'objectif du FIEF est d'organiser des rencontres et des échanges interculturels, entre les populations françaises et allemandes.
Ainsi, le Foyer International d'Études Françaises a pour but d'assurer la paix entre les peuples européens de manière durable afin d'amoindrir les chances, à l'avenir, d'une nouvelle catastrophe humaine comme la 2de guerre mondiale.
Dès les débuts de ce foyer, les centrales d'éducation politique de chaque Land, en Allemagne, collaborent avec le FIEF.
Les premiers séminaires et rencontres sont destinés à renouer le lien entre les Français et les Allemands. Ils vont ensuite s’étendre à d’autres pays européens afin de donner naissance à de nouveaux projets communs. Au fil des années, les activités s'ouvrent à un public varié. Le FIEF peut désormais accueillir enseignants, étudiants, travailleurs sociaux, universités populaires, programmes d’échanges scolaires, puis, depuis plus récemment, artistes en voie de professionnalisation. Beaucoup de ces programmes sont soutenus par l’Office Franco-Allemand pour la Jeunesse (OFAJ).
Lorsque Bernard Martini est à la tête du FIEF, cette association se développe[Quand ?]. Bernard Martini est le disciple du fondateur du FIEF, Ernest Jouhy.
Le FIEF a donc la volonté de construire et de transmettre une idée humaniste et sociale de l’Europe. En ce sens, lors des stages et séminaires, l'interculturalité et la coopération à travers les frontières nationales sont mises en avant par l'association.

### Le FIEF de nos jours
Actuellement présidé par Maria Komander, le FIEF est un lieu de séjours thématiques et artistiques sur de nombreux thèmes variés. Ainsi sont abordées les notions de patrimoine et de mémoire, de politique européenne et d'amitié franco-allemande, de bien-être, de théâtre et de peinture, d’alimentation ou encore d’écologie.
Le FIEF organise et met en œuvre des programmes de stages artistiques avec son partenaire forum franco-allemand des jeunes artistes de Bayreuth (Allemagne) et avec le soutien de l’OFAJ, des structures franco-allemandes qui œuvrent pour la promotion de la culture et des arts vivants. Ces ateliers-formations sont animés par des intervenants professionnels et reconnus, à destination de jeunes artistes en formation ou d’artistes professionnels qui souhaitent enrichir leurs pratiques. Par ailleurs, cette association propose une programmation culturelle pour le public local, avec des spectacles, des concerts ainsi que des ateliers de cuisine.